# Белдеутас
Белдеута́с (каз. Белдеутас) — село у складі Каркаралінського району Карагандинської області Казахстану. Входить до складу Аманжоловського сільського округу.
Населення — 96 осіб (2021; 198 у 2009, 271 у 1999, 240 у 1989).
Національний склад станом на 1989 рік:
- казахи — 100 %.